# Straßenbahn Athen
Die normalspurige Straßenbahn Athen (griechisch Τραμ Tram), die auch die benachbarte Stadt Paleo Faliro bedient, wird von der Statheres Sygkoinonies S.A. betrieben und ist eine Tochtergesellschaft der Attiko Metro, die auch die Linien der Metro Athen betreibt. Im Juli 2004 wurde der reguläre Straßenbahnbetrieb auf drei Linien begonnen. Die Straßenbahn ergänzt den älteren Oberleitungsbus Athen/Piräus.

## Vorläufer

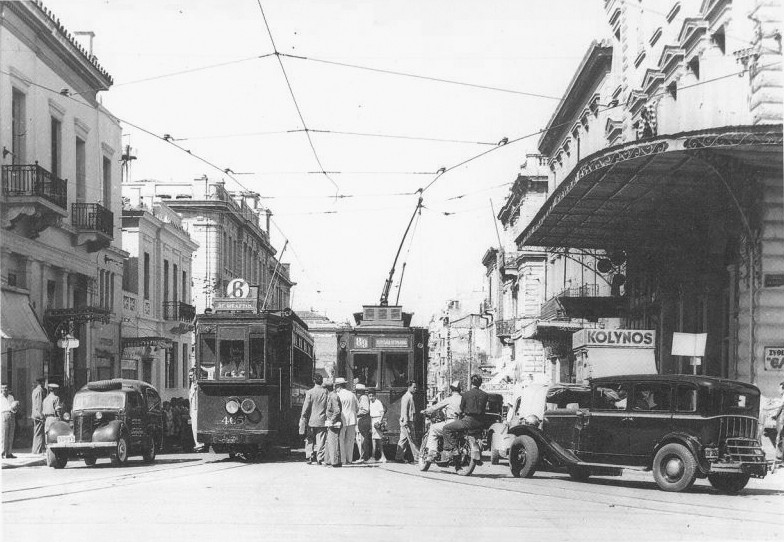
Die alte Athener Straßenbahn am Omonia-Platz, links ein Wagen der Sonderlinie 6

Ab 1882 existierte in Athen eine Pferdebahn, die ab 1908 von der elektrischen Straßenbahn abgelöst wurde. Seine größte Ausdehnung erreichte das Straßenbahnnetz von Athen 1936 mit der Inbetriebnahme der Küstenstraßenbahn nach Perama. Nach dem Zweiten Weltkrieg wurde das Netz etappenweise bis 1960 stillgelegt. Lediglich die Strecke nach Perama, die einen anderen Betreiber hatte (die Elektrobahngesellschaft ISAP), wurde noch bis 1977 betrieben.
Die Einrichtungen wurden von der Elektrobahn ISAP (heute Metro-Linie 1) übernommen, die auch einige Arbeitswagen auf ihrem Netz noch einsetzte. Das Personal wurde auch von dieser übernommen, sofern es nicht in Frührente ging. Einige historische Fahrzeuge wurden vom Museum der OSE übernommen, die zwei Wagen restaurierte (ein weiterer Wagen wurde der neu gegründeten Straßenbahn-Gesellschaft später wieder zurückgegeben und wird an einer Station ausgestellt).
Athen litt Ende der 1980er-Jahre unter einer chronischen Motorverkehrsüberlastung, die sich in häufigem Smog äußerte und schließlich Fahrverbote notwendig machte. Es gab heftige Debatten, ob man die U-Bahn ausbauen (damals nur eine Linie) oder die Straßenbahn wieder einführen sollte. Am Ende wurde eine kombinierte Lösung mit zwei separaten Netzen realisiert, die unter einem Dach betrieben werden.

## Streckennetz

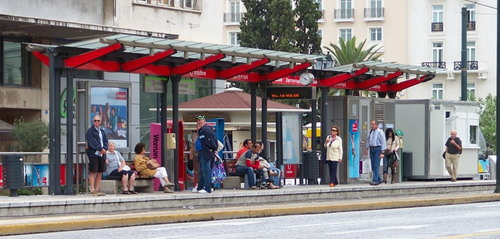
Haltestelle Syntagma-Platz

Das System weist ein T-förmiges Netz auf. Zeitweise war es von fünf Linien befahren worden. 2021 erreichte es seine heutige Ausdehnung, wird aber seit jenem Jahr mit nur zwei Linien bedient, die jeweils zwischen ihren zwei Endhaltestellen pendeln. Nördliches Ende der Linie T6 ist der zentrale Syntagma-Platz. Dort besteht eine Umsteigemöglichkeit zur U-Bahn. Weitere bestehen, allerdings mit hundert Metern Gehstrecke, an den Stationen Syngrou-Fix und Néos Kosmos zur Metrolinie 2. Die andere Endhaltestelle der T6 ist der Haltepunkt Pikrodaphne an der Küste mit Umstiegsmöglichkeit zur zweiten Linie, T7.
Die Linie T7 pendelt entlang der Küste. Im Südwesten hat sie in Neo Faliro Umsteigemöglichkeit zu Metrolinie 1 und fährt von dort eine Schleife durch Piräus, mit der formalen Endhaltestelle Hagia Triada. Die andere, östliche Endhaltestelle ist Asklepieio Voulas im Küstenvorort Voula, im Südosten des Ballungsraums Athen.
Die Strecke bis zum Hafen von Piräus wurde im Februar 2019 soweit fertig gestellt, dass mit Testfahrten begonnen werden konnte. Die Eröffnung der Verlängerung fand im Dezember 2021 statt (Phase 1, s. o.)
Am 5. Juli 2025 wurde versuchsweise erstmals ein durchgehender Nachtverkehr der Linien T6 und T7 eingeführt.

## Zukunft
Phase 2
Zu welchem Zeitpunkt weitere Linien in Piräus in Betrieb gehen werden, ist derzeit nicht absehbar (Phase 2).
Phasen 3 und 4
Es gab weitere Projekte, die sich in der Planung und in der Prüfung befanden. So sollte in Phase 3 das Streckennetz vom Hafen Piräus aus nach Norden zum Ortsteil Kaminia und nach Westen zur Nachbargemeinde Keratsini mit den Athener Industriehäfen erweitert werden. In Phase 4 sollte von dort aus wieder die alte Küstenbahn nach Perama rollen.

## Fahrzeuge

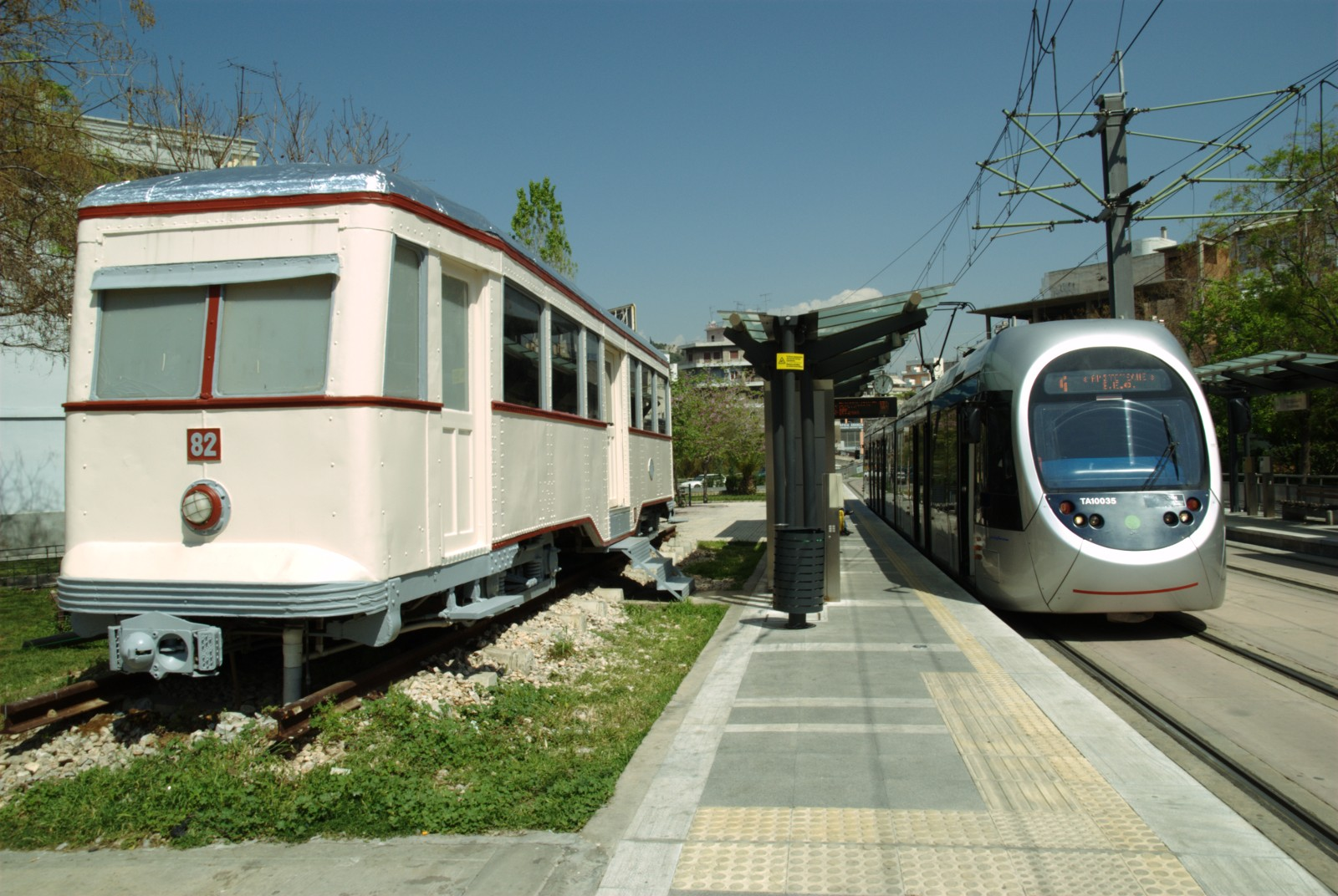
Historischer und moderner Straßenbahnwagen, Station Kasomouli

Es werden 35 Straßenbahnwagen des Typs Sirio der Firma AnsaldoBreda eingesetzt, die vom italienischen Designer Pininfarina gestaltet wurden. Das Depot befindet sich auf dem Gelände des früheren Flughafens Hellenikon. Von 2020 bis 2021 wurde die nächste Generation von Straßenbahnwagen ausgeliefert. Bestellt sind 25 Stück vom Typ Alstom Citadis 305.
Ein historischer, ebenfalls aus italienischer Produktion stammender Straßenbahnwagen der ehemaligen Linie Piräus – Perama wurde restauriert und an der Straßenbahnhaltestelle Kasomouli als Erinnerungsstück aufgestellt. Er ist durch Graffiti stark verunstaltet worden. Ein weiteres historisches Straßenbahnfahrzeug befindet sich im Athener Eisenbahnmuseum.